# Manfred Geyer
Manfred Geyer (n. 23 mai 1951, Altenfeld, Turingia, Germania) este un biatlonist ce a reprezentat Republica Democrată Germană, medaliat olimpic. A participat la o ediție a Jocurilor Olimpice (1976) în care a câștigat o medalie de bronz.